# Inloggning

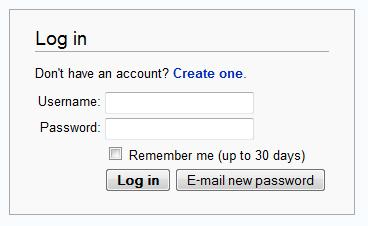
Inloggningsdialog på engelskspråkiga Wikipedia.

Inloggning (även kallat login eller logon) är proceduren inom datorsäkerhet med vilken individuell åtkomstkontroll till ett datorsystem styrs av ett identifikations och autentisering system för användare.
En användare kan logga in till ett system för att få tillgång till det och kan sedan logga ut eller logga av (utföra en utloggning, logout eller logoff) när tillgång till systemet inte längre behövs. Att logga ut  eller logout är att stänga tillgången till datorsystemet efter att dessförinnan loggat in.